# Еврейское кладбище (Тарнув)
 Памятник культуры Малопольского воеводства: регистрационный номер А-22 от  28 сентября 1976 года.
Еврейское кладбище (пол. Cmentarz żydowski) — еврейское кладбище, находящееся на улице Шпитальной в городе Тарнув, Малопольское воеводство, Польша. Является памятником Малопольского воеводства.

## История
Еврейское кладбище в Тарнуве было основано в 1583 году.
В настоящее время на площади 3,2 га находится примерно три тысячи надгробий, старейшее из которых датируется 1667 годом. В 1914 году на юго-западном участке было заложено воинское захоронение, на котором хоронились военнослужащие иудейского вероисповедания Австрийской и Российской армий, погибшие во время 
Первой мировой войны. Оригинальные ворота некрополя как свидетельство Холокоста с 1991 года хранятся в Мемориальном музее Холокоста в Вашингтоне, США. Оригинал ворот был заменён копией. Справа от ворот находится массовое захоронение, в котором погребено около 25 тысяч евреев из Тарновского гетто.
В 1946 году еврейский скульптор Давид Беккерт установил на территории некрополя памятник в виде колонны с разломленной вершиной. Ранее эта колонна была одним из элементов разрушенной Новой синагоги в Тарнуве.
28 сентября 1976 года кладбище было внесено в реестр памятников культуры Малопольского воеводства (№ А-22).
В феврале 1998 году в Тарнуве был основан Комитет защиты памятников еврейской культуры в Польше, который занялся реставрацией кладбища в Тарнуве. В 2002 году этим Комитет была приведена в порядок территория некрополя.

## Источник
- Przemysław Burchard: Pamiątki i zabytki kultury żydowskiej w Polsce. Warszawa: 1990, стр. 220—221.